# Diocesi di Cercina
La diocesi di Cercina (in latino Dioecesis Cercinitana) è una sede soppressa e sede titolare della Chiesa cattolica.

## Storia
Cercina, identificabile con le isole Kerkennah nell'odierna Tunisia, è un'antica sede episcopale della provincia romana di Bizacena.
Un solo vescovo è attribuibile a questa sede, Atenio, il cui nome figura al 47º posto nella lista dei vescovi della Bizacena convocati a Cartagine dal re vandalo Unerico nel 484; Atenio, come tutti gli altri vescovi cattolici africani, fu condannato all'esilio.
Su una delle isole dell'arcipelago san Fulgenzio fondò un monastero nel 532.
Dal XX secolo Cercina è annoverata tra le sedi vescovili titolari della Chiesa cattolica; la sede è vacante dal 22 maggio 2025.

## Cronotassi

### Vescovi
- Atenio † (menzionato nel 484)

### Vescovi titolari
- Auguste Alphonse Pierre Haouisée, S.I. † (2 luglio 1928 - 11 aprile 1946 nominato vescovo di Shanghai)
- John Joseph McCarthy, C.S.Sp. † (11 luglio 1946 - 25 marzo 1953 nominato arcivescovo di Nairobi)
- Emilio Benavent Escuín † (6 dicembre 1954 - 7 aprile 1967 nominato vescovo di Malaga)
- Amelio Poggi † (27 maggio 1967 - 23 dicembre 1974 deceduto)
- António Baltasar Marcelino † (15 luglio 1975 - 8 settembre 1983 nominato vescovo coadiutore di Aveiro)
- Fernando Charrier † (29 settembre 1984 - 22 aprile 1989 nominato vescovo di Alessandria)
- Marin Srakić (2 febbraio 1990 - 10 febbraio 1996 nominato vescovo coadiutore di Đakovo o di Bosnia e Sirmio)
- Silvano Maria Tomasi, C.S. (27 giugno 1996 - 24 aprile 1999 nominato arcivescovo titolare di Asolo)
- Angelo Mottola † (16 luglio 1999 - 8 ottobre 2014 deceduto)
- Juan Carlos Ares (17 novembre 2014 - 19 maggio 2023 nominato vescovo di San Carlos de Bariloche)
- Michael (Micae) Phạm Minh Cường (6 giugno 2023 - 22 maggio 2025 nominato vescovo di San Diego)